# Teologia da aliança
Teologia da Aliança (também conhecida como Aliancismo Cristão, Aliancismo, Federalismo Cristão, ou ainda Teologia Cristã Federal) é, a um só tempo, uma visão geral conceitual e hermenêutica, ou interpretativa, bíblica, bem como uma Confissão ou Denominação Cristã, com princípios próprios, que se propõe à compreensão da estrutura geral da Bíblia, naturalmente, segundo suas concepções e métodos e princípios, que consistem no uso do conceito teológico chave de "Aliança" como um princípio organizador geral para a Teologia Cristã. A forma padrão pela qual se organiza a Teologia da Aliança considera a história do relacionamento de Deus com a humanidade, desde a Criação, a Queda até a Redenção para a Consumação, sob o marco de três abrangentes alianças teológicas: Aliança das Obras, Aliança da Graça e Aliança da Redenção.
Aliancistas dizem serem "teológicas" essas três alianças, porque, embora não explicitamente apresentadas como tais no texto da Bíblia Sagrada, podem ser consideradas teologicamente implícitas, ao descrever e resumir a imensa riqueza de dados e informações escriturísticos. Igrejas Reformadas  sistemas de pensamento tratam a Teologia da Aliança clássica não meramente como um ponto de doutrina ou como um dogma central, mas como a estrutura pela qual o texto bíblico se organiza. Hermenêutica metodista tradicionalmente usa uma variação dessa Teologia, dita "Teologia Wesleyana da Aliança", a qual é consistente com a Soteriologia arminiana.
Como uma estrutura para a interpretação bíblica, a Teologia da Aliança contrasta com o Dispensacionalismo sobre a relação entre a Antiga Aliança (com Israel nacional) e a Nova Aliança (com a Casa de Israel, conforme Jeremias 31:31, no sangue de Cristo). Que tal estrutura existe parece pelo menos factível, pois, desde os tempos do Novo Testamento, a Bíblia de Israel tem sido conhecida como o Antigo Testamento (isto é, Antiga Aliança; ver 2 Co 3:14), eles [os judeus] ouvem a leitura da Antiga Aliança), em contraste — e em complemento posterior — com a adição cristã, que se tornou conhecida como o Novo Testamento (ou Nova Aliança). Detratores da Teologia da Aliança muitas vezes referem-na como Supersessionismo, ou, ainda, como "Teologia da Substituição", devido à percepção acusatória de que ela ensina que Deus tenha abandonado as promessas feitas aos judeus, "substituindo-os [ judeus ] pelos cristãos como seu povo escolhido na Terra, ideia que não encontra amparo bíblico. Os Teólogos da Aliança negam tais acusações, de que Deus tenha abandonado suas promessas a Israel, mas veem o perfeito e pleno cumprimento das antigas promessas, sempre feitas a Israel, na pessoa e na obra do Messias, Jesus de Nazaré, que estabeleceu a igreja em continuidade orgânica com Israel, não como uma entidade substitutiva separada. Muitos teólogos da aliança também viram uma promessa futura distinta de restauração graciosa para a Israel ainda não regenerada.

## Alianças teológicas
O relacionamento Deus com Sua criação por alianças  não é feito automaticamente ou por necessidade. Pelo contrário, Deus escolhe estabelecer esse relacionamento como uma Aliança, cujos termos são estabelecidos unilateralmente por Deus somente de acordo com Sua Própria Vontade.

### Aliança das Obras
A Aliança das Obras (do latim foedus operum, também "Aliança da Vida") foi feita no Jardim do Éden entre Deus e Adão, que então representava toda a humanidade como seu "chefe federal" (Romanos 5:12-21). Yahweh Deus ofereceu a Adão uma vida perfeita e perpétua se ele não violasse Seu mandamento proibitivo único, de sequer tocar na Árvore do Conhecimento, e dela jamais comer, e advertiu que a morte seguir-se-lhe-ia se desobedecesse esse mandamento. Adão quebrou o mandamento, sendo, pois, condenado, e, por meio dele (o representante), toda a humanidade.
O termo foedus operum foi usado pela primeira vez por Dudley Fenner em 1585, embora Zacharias Ursinus tenha mencionado uma Aliança de Criação em 1562. O conceito "Aliança das Obras" tornou-se comumente reconhecido na Teologia Reformada em 1590, embora não por todos; alguns membros da Assembleia de Westminster discordaram do ensino na década de 1640. João Calvino escreve sobre um período probatório para Adão, sua chefia representativa e uma promessa de vida por sua obediência, mas nada escreve sobre Aliança das Obras. Com efeito, esse evento não é referido como aliança em Gênesis.

### Aliança da Graça
A Aliança da Graça promete a vida eterna para todas as pessoas que têm fé em Jesus Cristo. Ele também promete o Espírito Santo aos eleitos, para dar-lhes disposição e capacidade de crer. Cristo é o representante substituto da Nova Aliança que cumpre plenamente a Aliança das Obras em seu favor, tanto nas exigências positivas da justiça como nas suas consequências penais negativas (comumente descritas como sua obediência ativa e passiva). É a expressão histórica da Aliança Eterna da Redenção. Gênesis 3:15, com a promessa de uma "semente" da mulher que esmagaria a cabeça da serpente, é geralmente identificado como a inauguração bíblica e histórica da Aliança da Graça.
A Aliança da Graça percorre o Antigo e o Novo Testamento, e é o mesmo em substância, quer na Lei quanto no Evangelho da Graça, embora haja alguma diferença na administração. Com efeito, sob a Lei, os sacrifícios, profecias e outros tipos e ordenanças dos judeus já prenunicavam e significavam Cristo, e os homens eram justificados por sua fé n'Ele, assim como viriam a sê-lo sob o Evangelho. Estes foram eliminados com a vinda de Cristo e substituídos pelos muito mais simples mandamentos do Batismo e da Ceia do Senhor.
Teólogos reformados ortodoxos ensinaram que a Aliança era primariamente unilateral ou "monoplêurica" (latim: foedus monopleuron) da parte de Deus, mas também implicava condições por parte dos homens. As condições da Aliança da Graça foram ditas como assertivas e confirmatórias, e não como deveres necessários para receber a Aliança. A Aliança era, portanto, também bilateral ou "diplêurica" (latim foedus dipleuron). Os estudiosos têm desafiado a noção, nos estudos contemporâneos, de que os Reformadores de Genevan ensinaram um relacionamento de aliança unilateral e incondicional, enquanto os Reformadores da Renânia ensinaram uma relação contratual bilateral. Mark Jones, Richard MullerJ. Mark Beach e John Von Rohr argumentam que a identificação de Leonard Trinterud da aparente polarização entre Calvino, Olevianus, de um lado, e Lutero, Bullinger, e os Puritanos, doutro lado, é uma leitura falha da história.
A Aliança da Graça tornou-se a base para todos as futuras alianças que Deus fez com a humanidade, tais como Noé (Gênesis 6,9), com Abraão (Gênesis 12,15,17), com Moisés (Êxodo 19-24), com Davi (2 Samuel 7) e, finalmente, na Nova Aliança fundada por e cumprida em e por Jesus Cristo. Essas alianças individuais são chamadas de alianças bíblicas, porque são explicitamente descritos na Bíblia Sagrada. Sob a visão geral da Aliança da Bíblia, submissão ao governo de Deus e viver de acordo com Sua Lei Moral (expressa concisamente nos Dez Mandamentos) é uma resposta à graça — nunca algo que possa ganhar a aceitação de Deus (legalismo). Mesmo ao dar os Dez Mandamentos, Deus introduz Sua Lei lembrando aos israelitas que Ele é Quem os tirou da escravidão no Egito (pela Graça).

### Aliança da Redenção
A Aliança da Redenção é o Acordo Eterno e Divino pelo qual Deus Pai designou Seu Filho para encarnar, sofrer e morrer como um chefe federal da humanidade para fazer expiação por seus pecados. Como decorrência divina, Cristo ressuscitaria dos mortos, seria glorificado e receberia Seu povo. Dois dos primeiros teólogos a escreverem sobre a Aliança da Redenção foram Johannes Cocceius e John Owen, embora Caspar Olevian tivesse insinuado a ideia diante deles. Essa aliança não é mencionada nos Padrões de Fé de Westminster, mas a ideia de uma dita relação contratual entre o Pai e o Filho está presente. O apoio bíblico para tal aliança pode ser encontrado em Salmos 2 e 110, Isaías 53, Filipenses 2: 5-11 e Apocalipse 5: 9-10. Alguns Teólogos da Aliança negaram a aliança intra-trinitária de redenção, ou questionaram a noção das obras do Filho levando à recompensa de ganhar um povo para Deus, ou desafiaram a natureza da aliança desse arranjo. Robert Letham criticou a ideia de uma aliança entre as pessoas da Trindade como um afastamento da ortodoxia trinitária, tendendo para um triteísmo, apontando para o fato histórico da heresia triteística nos círculos Presbiterianos durante as gerações imediatamente seguintes à Assembleia de Westminster.

## Alianças bíblicas

### Aliança adâmica
A Teologia da Aliança vê a primeira aliança celebrada entre Deus, o Criador e o homem primordial, Adão, e a mulher primordial, sua companheira-esposa Eva, o Qual, em sendo feitos à Sua Imagem e Semelhança [(Gênesis 1:26,27), fato que pode ser acolhido como ordenança implícita, inata, ou originária,  em íntima com a ordenança preparatória, que foi Sua bênção primeira (Gênesis 1:28a)], deu-lhes, pois, Sua ordenança direta primeira de fertilização, multiplicação e dominação sobre toda a natureza, a partir do Jardim do Éden, que se pode entender como o princípio do trabalho (ou da "Aliança das Obras"). Provido, pois, o sustento alimentar (Gênesis 1:29,30 e satisfeito con'Sigo Mesmo sobre a Perfeição da Criação (Gênesis 1:31), ordenou então O Senhor Deus o mandamento comportamental de santidade, ao prescrever Seu mandamento proibitivo único, de sequer tocar na Árvore do Conhecimento, e dela jamais comer, cuja desobediência levaria à morte, sua, de sua esposa e de toda a humanidade. Isso, efetivamente aconteceu, trazendo, como consequência, as demais alianças ou pactos de resgate, sempre no Amor e Graça do Altíssimo.
Com efeito, após a queda original de Adão, Deus estabeleceu a Aliança da Graça na semente prometida em  Gênesis 3: 15 (Gênesis 3:15 e mostra Seu cuidado redentor, desde então e já, ao vestir Adão e Eva em trajes de pele — que tem sido entendido como figura arquetípica primordial, talvez retratando o primeiro exemplo de sacrifício de animais, mas prefigurando, na verdade, o O Sacrifício Salvífico Universal em Cristo Jesus. As alianças específicas após a queda de Adão são vistas como administradas sob a Aliança [teológica todo abrangente] da Graça.

### Aliança noética
Decaída a humanidade, pela conduta desobediente de Adão (responsável primordial, em lugar de Eva, porque ele foi o ser humano primordial e era sobre ele o penhor da responsabilidade primeira), a história humana seguiu, na genealogia dos Patriarcas Bíblicos, em Sete, o segundo, substituto (em vista da morte de Abel por Caim); Enos, o terceiro, "quando se começou a invocar o Nome do Senhor Yahweh (Sete foi pai e deu a seu filho o nome de Enos, que foi o primeiro a invocar o Nome de Yahweh!, Gênesis 4:26), Cainã; o quarto, Maalaleel, o quinto; Jarede, o sexto; Enoque, o sétimo, que foi arrebatado (Enoque andou sempre em comunhão com Deus e um dia desapareceu, porquanto Deus o arrebatou!, Gênesis 5:24); Matusalém, o oitavo, o mais longevo, 969 anos de vida; Lameque, o nono; e Noé, o décimo patriarca, dos primordiais. Sob a égide de Noé e com ele, que foi achado digno e justo diante de Deus, Ele, O Senhor Yahweh Deus celebrou uma nova aliança.
Em termos de amparo ou respaldo bíblico citacional, eis sua apresentação formal: 
Gn 9: 11-17. (11) E eu, [ O Senhor Yahweh Deus ], convosco estabeleço a minha aliança, [de] que não será mais destruída toda a carne pelas águas do dilúvio, e que não haverá mais dilúvio, para destruir a terra. (12) E disse Deus: Este é o sinal da aliança que ponho entre mim e vós, e entre toda a alma vivente, que está convosco, por gerações eternas. (13) O meu arco tenho posto nas nuvens; este será por sinal da aliança entre mim e a terra. (14) E acontecerá que, quando eu trouxer nuvens sobre a terra, aparecerá o arco nas nuvens. (15) Então me lembrarei da minha aliança, que está entre mim e vós, e entre toda a alma vivente de toda a carne; e as águas não se tornarão mais em dilúvio para destruir toda a carne. (16) E estará o arco nas nuvens, e eu o verei, para me lembrar da aliança eterna entre Deus e toda a alma vivente de toda a carne, que está sobre a terra. (17) E disse Deus a Noé: Este é o sinal da aliança que tenho estabelecido entre mim e entre toda a carne, que está sobre a terra.
O autor do estudo em questão, Pastor Aureo Ribeiro, comenta, adicionalmente, sobre a Aliança de Deus com Noé:
"Sobre a questão da aliança que Deus estabeleceu com Noé após o dilúvio, é interessante que se observe[m] alguns pontos que constam no próprio texto. No verso 11, o Senhor diz: 'Estabeleço uma aliança'. Como tenho dito sempre, aquilo que precisamos tem [de] vir do céu. Aquilo que tentamos fazer com nossas forças nunca tem um bom final. Veja[m] que Deus estabeleceu uma aliança. Ele tomou a iniciativa. Do mesmo modo, Ele tem uma aliança conosco hoje. Em Hebreus, no capítulo 8, versos 8 e 9, o texto bíblico diz: Porque, repreendendo-os, lhes diz: 'Eis que virão dias, diz o Senhor, [e]m que com a casa de Israel e com a casa de Judá estabelecerei uma nova aliança. Não segundo a aliança que fiz com seus pais [n]o dia em que os tomei pela mão, para os tirar da terra do Egito. Como não permaneceram naquela minha aliança, Eu para eles não atentei, diz o Senhor'. O final do verso 8, nos mostra que essa aliança é NOVA. A nova aliança a que Deus se refere é uma aliança diferente, pois Ele afirma que não seria como as alianças feitas no passado. Essa aliança é Superior (Hb 8:6). Essa é para toda a eternidade. Por ela, nós fomos alcançados pelo Evangelho da Graça. Além disso, no texto de Gênesis, vemos que Deus tinha um sinal para aliança, que Ele se lembraria todos o momentos que começasse a chover, que Ele sempre confirmaria sua aliança. Sem isso, estaríamos perdidos. São essas coisas que nos dão confiança para crermos na [P]rovidência [D]ivina. Muitas coisas nos foram providenciadas por meio do sacrifício de Jesus Cristo. Na cruz, Ele tomou nossas enfermidades e dores (Is 53:4), transformou nossa tristeza em alegria (Jo 16:20), deu-nos providências financeiras (Fp 4:19), outorgou-nos autoridade sobre doenças e demônios (Mt 10:1), enfim, realizou uma obra completa. Isso é o que resultou da Superior Aliança. Isso é o que Deus nos prometeu com a aliança em Cristo Jesus.
Conforme o texto de Gênesis, vemos que Deus mesmo afirma que Ele próprio interviria para que a aliança com Noé jamais viesse falhar. Se agora, temos uma aliança superior, o próprio Deus vela para que essa aliança seja garantida (Jr 1.12). Com isso, porque muitos cristãos conseguem ficar impacientes, medrosos, ansiosos, desanimados, doentes e derrotados se o próprio Deus é quem faz FUNCIONAR a aliança que ele mesmo estabeleceu? Simples: porque não entendem que isso vem de Deus. Tudo que precisamos vem do alto. Todo nosso suprimento vem do Senhor. Ele diz para Noé: 'Noé, [n]o dia [em] que o tempo fechar e tudo escurecer em sua vida, eu lançarei o ARCO-IRIS, que é nosso sinal, para que você lembre que EU PROMETI jamais destruir a humanidade com água. Assim, jamais sentirás medo'. Nós temos um sinal. Em Cl 2:14, Paulo nos ensina que tudo que era contra nós, na LEI, foi retirado de nós e cravado na CRUZ. Temos uma ALIANÇA, vinda de Deus, em que, pela CRUZ, alcançamos a graça. Quando nossa vida parecer não ir bem, quando tudo parecer que se perdeu, a única coisa que te[mo]s [d]e fazer é DESCANSAR nisso. Quem vai tomar providências é o próprio DEUS. Do mesmo modo que Ele falou com Noé, [El]e fala conosco: 'Fi[ca] tranquilo, meu filho, pois eu olharei para a CRUZ e me lembrarei da ALIANÇA que tenho contigo'."
A Aliança noética, portanto, pode ser entendida como uma aliança de renovo para com a humanidade, pois, por ela, O Altíssimo Senhor Yahweh Deus comprometeu-se pessoalmente em — extinta a depravação extrema que antecedera o dilúvio — retomar o "projeto da humanidade".

### Aliança abraâmica
A Aliança abraâmica acha-se em Gênesis 12, 15 e 17. Em contraste com as alianças celebradas com Adão e com Noé, que eram de âmbito universal, essa aliança celebrou-se com um povo em particular, o povo hebreu, o futuro povo de Israel. A Abraão, então Abrão, são prometidas uma semente (sua descendência numerosíssima) e uma terra, embora ele não veja sua fruição dentro de sua própria vida, havendo-as concebido e crido pela fé, razão pela qual é chamado de "O Pai da Fé". O Livro de Hebreus explica que ele estava olhando para uma terra melhor e celestial, uma cidade com fundamentos, cujo construtor e arquiteto é o próprio Deus (Hebreus 11:8-16). O Apóstolo Paulo escreve que a semente prometida refere-se em particular a Cristo (Gálatas 3:16).
A Aliança abraâmica, nessa perspectiva para o povo eleito, a nação santa do Senhor Yahweh, bem como para o Israel espiritual, a igreja de Cristo, é:
1. Exclusiva: é somente para Abraão e seus descendentes espirituais (Gênesis 17:7[39]);
2. Eterna: não é substituída por nenhuma aliança posterior (Gênesis 17:7[39]);
3. Aceita pela fé, não pelas obras: "Abrão creu no Senhor, Que o creditado a ele como justiça." (Gênesis 15:6[40]);
4. Marcada pela "circuncisão física", como sinal externo de pertença (Gênesis 17:10[41]), mas que, desde então, tem de ser correspondido pela mudança interna, a "circuncisão do coração" (Jeremias 4:4[42]);
5. Vinculativa pela fé: De acordo com Paulo, uma vez que a aliança abraâmico é eterna, os seguidores de Cristo são, também, "filhos de Abraão" e, portanto, fazem parte dessa herança pela aliança da fé. "Entenda, então, que aqueles que têm fé são filhos de Abraão." (Gálatas 3:7[43]);Gálatas 3: 7
6. Exteriorizada pelo batismo: De acordo com a Teologia da Aliança, Paulo deixa claro que o batismo é o sinal externo da fé em Cristo ("... tu foste batizado em Cristo ...") e que, pela fé em Cristo, o crente é parte da aliança abraâmica (é "semente de Abraão"). Isso fornece a base para a doutrina de que o batismo é o sinal do Novo Testamento da aliança de Deus com Abraão(Gálatas 3:26[44]). A Teologia não-Aliancista não ensina que a aliança abraâmica seja herdada pelos gentios e, assim, apresenta uma visão diferente do batismo;
7. Abrangente, inclusiva e corretiva: Romanos 11[45] ensina que os judeus desobedientes serão cortados da árvore genealógica de Abraão. Somente depois que o número total de gentios for enxertado na árvore genealógica de Abraão, Deus derramará Sua misericórdia sobre o povo de Israel.

### Aliança mosaica
A Aliança Mosaica, encontrada em Êxodo 19 a 24 (especialmente em Êxodo 20:1-17 e no Deuteronômio (especialmente em Deuteronômio 5:4-21, expande a promessa abraâmica de um povo e uma terra. Repetidamente citada é a promessa do Senhor: "Eu serei o vosso Deus e vós sereis o meu povo" (Êxodo 6:7 e Levítico 26:12), particularmente apresentada como a Presença de Sua Glória a habitar no meio das pessoas. Essa aliança é o mais lembrada ao citar a Antiga Aliança .
Embora seja uma aliança graciosa, começando com a ação libertadora e redentora por parte de Deus (Êxodo 20:1,2), um conteúdo de lei é proeminente. Com relação a esse aspecto da Aliança Mosaica, Charles Hodge faz três considerações, em seu comentário sobre a Segunda Carta aos Coríntios: (1) a Lei de Moisés foi, em primeiro lugar, uma reconstituição da Aliança das Obras; vista dessa maneira, é o ministério da condenação e da morte; (2) foi, também, uma aliança nacional, dando bênçãos nacionais, baseadas na obediência nacional; dessa forma, era puramente legal; (3) no sistema sacrifical, aponta para o Evangelho da Salvação por meio de um Mediador, Cristo Jesus.

#### Aliança moabita
Alguns comentaristas, como John Gill, veem, na passagem que começa em Deuteronômio 29:1 uma distinta e também graciosa aliança, envolvendo a "circuncisão do coração", que prevê a acolhida dos gentios, e que é tida como distinta da Aliança Mosaica, pelo Apóstolo Paulo em Romanos 10:6–8.

#### Aliança levítica
Outros comentaristas, como Douglas Van Dorn, reconhecem uma aliança sacerdotal separada, independente da Aliança Mosaica (que ele toma como aliança profética). Conforme a Aliança davídica (real), isso representaria os três ofícios de Cristo. Van Dorn argumenta esse ponto com base em Neemias 13:29, que se refere à "aliança do sacerdócio e dos levitas", também em Malaquias 2:8), que fala da "aliança de Levi", bem como em Jeremias 33:21, que aponta para a "aliança com os sacerdotes levíticos". Van Dorn argumenta que a prova documental para essa aliança é o Livro de Levítico.

### Aliança davídica
A Aliança davídica é encontrada em 2 Samuel 7. O Senhor Yahweh proclama que Ele construirá uma casa e uma linhagem para David, estabelecendo seu reino e trono para sempre. Essa aliança é provida para que Deus preserve os descendentes de David apesar de sua maldade(1 Reis 11:26-39, 2 Reis 8:19; 19:32-34), embora isso não tenha impedido o julgamento que certamente viria, em razão dos atos (ver 2 Reis 21:7;23:26-27; Jeremias 13:12-14). Entre os profetas do exílio, há esperança de restauração sob um rei davídico que trará paz e  justiça (Ezequiel 37:24-28).

### Aliança cristã
A Aliança cristã é antecipada com a esperança do messias davídico e, mais explicitamente, prevista pelo profeta Jeremias (Jr 31:31-33). Na Última Ceia, Jesus faz alusão a essa profecia, bem como a profecias como Is 49:8, quando ele diz que o cálice da Ceia da Páscoa é "a Nova Aliança no Seu Sangue". Esse uso da tipologia do Antigo Testamento é desenvolvido mais adiante na Carta aos Hebreus ( especialmente nos capítulos 7 a 10 ). Jesus é o último Adão e a esperança e consolação de Israel: Ele é o cumprimento da Lei e dos Profetas (Mt 5:17-18). Ele é o Profeta Maior que Jonas (Mt 12:41), e o Filho sobre a Casa onde Moisés era um servo (Hb 3:5,6), conduzindo seu povo à Terra Celestial Prometida. Ele é o Sumo Sacerdote Maior que Aarão, oferecendo-Se como Sacrifício Perfeito, de uma vez por todas (Hb 9:12,26). Ele é o Rei Maior que Salomão (Mt 12:42), governando para sempre no trono de Davi (Evangelho de Lucas|Lc 1:32]]). O termo "Novo Testamento" vem da tradução latina da versão grega da Nova Aliança e é mais frequentemente usado para a coleção de livros na Bíblia, mas também pode referir-se à Nova Aliança como um conceito teológico.

## Sinais e selos de Aliança
Na teologia reformada, um sacramento é geralmente definido como um sinal e um selo da Aliança da Graça. Como a Teologia da Aliança hoje é principalmente protestante e reformada em sua perspectiva, vê o Batismo e a Ceia do Senhor como os únicos dois sacramentos, os quais às vezes são chamados de "ordenanças da igreja". Junto com a Palavra de Deus pregada, são identificados como meio comum de Graça para a Salvação. Os benefícios desses ritos não ocorrem pela participação no próprio rito (ex opere operato), mas pelo poder do Espírito Santo, como são recebidos pela fé.
Às vezes os teólogos da Aliança Reformada definem sacramento de modo a incluir sinais e selos da Aliança das Obras. O Jardim do Éden, a Árvore da Vida, a Árvore do Conhecimento do Bem e do Mal e o sábado são comumente considerados sacramentos na Aliança das Obras.

### Ceia do Senhor
A Ceia do Senhor foi instituída por Jesus numa celebração de Páscoa, à qual Ele conferiu uma radical reinterpretação. A festa judaica da Páscoa lembra ao povo de Israel sua libertação do cativeiro do Egito, "pelo Braço Forte do Altíssimo, sob a liderança do libertador Moisés, mais especificamente, como o sangue de cordeiro que Deus ordenou-lhes aplicar nos seus umbrais poupou-os do Anjo da Morte, em sua visitação para matar todos os primogênitos do Egito, por ocasião da última praga. Os escritores do Novo Testamento entendem isso arquetipica e tipologicamente: assim como o sangue de cordeiro salvou os Israelitas da praga da morte no Egito,  Jesus Cristo, pelo Seu Sangue derramado na cruz do calvário, proveu, como substituto (vigário) de toda a humanidade e de tudo perante Deus (Cl 1, em especial Cl 1:14, Cl 1:20 e Cl 1:21, a Redenção plena, isto é, a passagem da morte para a Vida Eterna, livrando as pessoas de serem julgadas e condenadas por seus pecados. Essa é a essência da Nova Aliança. O Calvinismo tem geralmente visto a Ceia do Senhor como uma participação misteriosa na Real Presença de Cristo mediada pelo Espírito Santo (que é real presença espiritual ou presença pneumática). Nisso difere do Catolicismo e do Luteranismo que creem na Presença Real como presença corporal de Cristo, bem como, ainda, da visão Batista de que a ceia é apenas um memorial comemorativo.

### Batismo cristão
Os teólogos da Aliança Pedobatista argumentam que a Aliança Abraâmico ainda está em vigor, e que a promessa da aliança de Deus a Abraão "para ser o seu Deus e o Deus de teus descendentes depois de ti" ainda alcança cada crente. O argumento de que a administração de todas as outras alianças bíblicas, incluindo a Nova Aliança, incluem um princípio familial, inclusão corporativa, ou sucessão geracional, portanto, é considerado de importância secundária para acolher se bebês devem ser batizados ou não. Posto que a natureza familiar da Aliança Abraâmico é indiscutível, e, dessa forma, dado que prescrevia a circuncisão de crianças a partir de oito dias de nascidas, em princípio e por continuidade — ainda e até na era da Nova Aliança — apoiaria ou convalidaria a ideia e a prática do batismo de crianças também nessa idade:
 "(1) Quando Abrão completou noventa e nove anos, o SENHOR lhe apareceu e declarou: 'Eu Sou El-Shaddai, Deus Todo-Poderoso, anda na minha presença e sê íntegro! (2) Eis que estabeleço a minha Aliança entre mim e ti, e multiplicarei grandemente a tua descendência'. (3) Então Abrão prostrou-se, rosto em terra, e Deus lhe prometeu: (4) 'Quanto a mim, eis a minha Aliança contigo: serás pai de uma multidão de nações. (5) E não mais te chamarás Abrão, mas doravante teu nome será Abraão, pois Eu te faço ‘pai de muitas nações’. (6) Eu te tornarei extremamente fecundo, de ti farei nações, e reis sairão de ti. (7) Estabelecerei minha Aliança entre mim e ti, e teus futuros descendentes, de geração em geração, uma Aliança perpétua, para ser o teu Deus e o Deus te tua raça, depois de ti. (8) A ti, e à tua descendência depois de ti, darei a terra que hoje habitas como estrangeiro, toda a terra de Canaã, em possessão eterna, e Eu serei o vosso Deus!' (9) Declarou também Deus a Abraão: 'Quanto a ti, obedecerás à minha Aliança, tu e todos os teus descendentes, de geração em geração. (10) E eis a minha Aliança contigo e com toda a tua descendência futura, Aliança que deverá ser guardada de geração em geração: Todos os do sexo masculino entre vós deverão ser circuncidados na carne. (11) Fareis circuncidar a carne de vosso prepúcio, e essa será a marca da Aliança entre mim e vós. (12) De tua geração em diante, todos os meninos, ao completarem oito dias de vida, terão de passar ao fio da circuncisão. Tanto os nascidos em tua casa quanto os escravos, e os que forem comprados por dinheiro a algum estrangeiro e que não pertençam à tua raça. (13) Sejam nascidos em tua casa, sejam comprados, todos terão de ser circuncidados. Minha Aliança, marcada em vossos corpos, será uma Aliança perpétua! (14) Portanto, qualquer sexo masculino cuja carne do prepúcio não tiver sido cortada, mantendo-se incircunciso, será eliminado do meio do seu povo: ele rompeu a minha Aliança!' " (Gn 17:1-14 Bíblia King James Atualizada)
Em At 2:38-39, a promessa é vista como extensiva aos filhos dos crentes, como sempre o foi na Aliança Abraâmica [ "(38) Orientou-lhes Pedro: 'Arrependei-vos e cada um de vós seja batizado em o nome de Jesus Cristo para o perdão de vossos pecados; e recebereis o dom do Espírito Santo. (39) Porquanto a promessa pertence a vós, a vossos filhos e a todos os que estão distantes. Enfim, para todos quantos o Senhor, nosso Deus, chamar!' " ]. As alianças bíblicas entre Deus e o homem incluem sinais e selos que visivelmente representam a realidade a elas subjacente. Esses sinais e símbolos visíveis da Redenção provida pela aliança de Deus são administrados em um modo, diga-se, "corporativo" (por exemplo, para famílias — veja At 16:14-15), não exclusivamente de uma forma individualista.
O Batismo é considerado o sinal visível do Novo Testamento de entrada [do fiel] na Aliança Abraâmica e, portanto, pode ser administrado individualmente aos novos crentes que fazem uma profissão pública de fé. Os pedobatistas ainda creem que isso se estende corporativamente aos lares de crentes, o que, tipicamente, incluiria crianças, ou individualmente, para crianças ou bebês de pais crentes (ver o Batismo de crianças). Nessa visão, o batismo é, portanto, visto como a substituição funcional e equivalente sacramental do rito abraâmico da circuncisão (Cl 2:11-14) e simboliza a purificação interna do pecado, entre outras coisas.
Os teólogos da Aliança Credobatista (como os batistas Benjamin Keach, John Gill e Charles Spurgeon) sustentam que o batismo é apenas para os que podem entender e professar a fé, e argumentam que o princípio regulador da adoração, que muitos pedobatistas também defendem — e diz que os elementos de culto (batismo, inclusive) devem basear-se em comandos explícitos das Escrituras — são violados pelo batismo infantil. Ademais, como a Nova Aliança é descrita em Jr 31:31–34, como um tempo em que todos os teriam a Lei escrita em seus corações e conheceriam a Deus, os teólogos da Aliança Batista afirmam que somente aqueles que nasceram de novo são membros da Nova Aliança. O fato de Jesus Cristo haver sido batizado já adulto (com cerca de 29 anos), bem como a inexistência de relatos bíblicos ou históricos da Igreja Cristã Primitiva.
Os defensores do batismo infantil tentaram rastrear a prática até a era do Novo Testamento, mas geralmente reconhecem que não existe evidência inequívoca de que a prática existia antes do século II, isto é, após o estabelecimento da Igreja Cristã Primitiva. O mais antigo manual sobrevivente de disciplina da igreja, o Didache, prevê o batismo de adultos. Os defensores do batismo do crente alegam que os registros não-bíblicos não são autoritativos, e que não existe nenhuma evidência da Bíblia ou literatura cristã primitiva, ou mesmo registro historiográfico, de que o batismo infantil fosse praticado pelos apóstolos.
Outro argumento apresentado por alguns defensores do batismo do crente se concentra no fato de que a maioria das igrejas que praticam o batismo infantil estavam fortemente entrelaçadas com o estado na Europa medieval e da era da Reforma. Em muitos casos, os cidadãos de uma nação eram obrigados, sob pena de lei, a pertencer à igreja estatal. O batismo infantil marcava a criança como cidadã da nação e um sujeito leal da ordem política reinante, tanto quanto marcava a criança como cristã. Para denominações como os batistas, que historicamente enfatizaram a liberdade religiosa, a tolerância e a separação entre igreja e estado, essa prática é uma violação inaceitável do direito humano básico à autodeterminação em questões de espiritualidade e religião; mas este argumento faz pouco para dissuadir as muitas igrejas pedobatistas de hoje que são compelidas por ordenanças estruturais meramente de hegemonia no poder secular, como se espiritual fosse.

## Fundamentos históricos
Conceitos fundamentais para a teologia da aliança podem ser encontrados nos escritos dos chamados Pais da Igreja, como Irineu e Agostinho.  Ulrico Zuínglio e Johannes Oekolampad estavam entre os primeiros reformadores a falar da economia de salvação de Deus sob as categorias de um pacto de obras e um pacto de graça. João Calvino (Institutos, 2:9-11), como Heinrich Bullinger (Uma Breve Exposição do Um e Eterno Testamento ou Aliança de Deus), focada na continuidade da Aliança da Graça, mas ensinou a substância do que se tornou a Teologia Clássica da Aliança, em termos de Lei e Evangelho. Os primeiros escritos pós-reforma, incluindo Zacharius Ursinus (1534-83) em Comentário sobre o Catecismo de Heidelberg (publicado postumamente, 1591), Caspar Olevianus (1536-87) em Concernente à Substância da Aliança da Graça entre Deus e os Eleitos ( De ( 1585), e o teólogo escocês Robert Rollock (1555-1599) em Um Tratado de nosso chamado eficaz (Tractatus de vocatione efficaci), 1597), desenvolveram o esquema Aliança das Obras e Aliança da Graça ao longo das linhas da distinção Lei-Evangelho.
Declarações clássicas da Teologia da Aliança podem ser encontradas no documento britânico Confissão de Fé de Westminster (especialmente cap. 7, 8, 19), bem como nos escritos de teólogos ingleses como John Owen (1616-1683), Teologia Bíblica , e Uma Exposição da Epístola aos Hebreus. As declarações clássicas entre os teólogos continentais do século XVII incluem Johannes Cocceius (c. 1603-69) em A Doutrina da Aliança e Testamento de Deus (Summa doctrinae foedere e testamentum Dei , 1648), Francis Turretin (1623-87) em seus Institutos da Teologia Elêntica e Hermann Witsius (1636–1708) em A Economia da Aliança entre Deus e o Homem. Também podem-se ver nos escritos de Jonathan Edwards (1703-58) em Collected Writings of Jonathan Edwards (Vol. 2, Banner of Truth edition, p. 950).
Nos Estados Unidos, os teólogos de Princeton (Charles Hodge, A.A. Hodge, B.B. Warfield, Geerhardus Vos e J. Gresham Machen) e, na Holanda, Herman Bavinck, seguiram as linhas principais da visão clássica, ensinando a Aliança da Redenção, a Aliança da Obras (Lei) e a Aliança da Graça (Evangelho).
Teólogos da Aliança recentes, bem conhecidos nos Estados Unidos, incluem Michael Horton, Ligon Duncan III, Meredith G. Kline, J.I. Packer, [[Richard L. Pratt Jr.], [O. Palmer Robertson]] e R.C. Sproul. Esse sistema é ensinado em escolas como Covenant Theological Seminary, Greenville Presbyterian Theological Seminary, Knox Theological Seminary, Reformed Theological Seminary, Westminster Theological Seminary e Westminster Seminary California.

## As teologias da Aliança
Houve desenvolvimentos relativamente recentes na Teologia Clássica da Aliança, levados a efeito por pastores e teólogos Calvinistas e Presbiterianos. A Teologia Wesleyana da Aliança, uma variação da Teologia Clássica da Aliança, foi concebida por John Wesley, fundador do Metodismo.

### Teologia Clássica

#### Estrutura da Aliança
Meredith G. Kline fez um trabalho pioneiro no campo dos estudos Bíblicos, nos anos 1960 e 1970, a partir de trabalho prévio por George E. Mendenhall, buscando identificar a forma de Aliança com as políticas  "Suserania -  Vassalagem", os tratados do Antigo Oriente Próximo no 2.º milênio a.C. Um dos destaques de seu trabalho foi a comparação da Aliança Mosaica com o a fórmula do Tratado de Suserania Heteia.  Uma comparação sugerida da estrutura do tratado com o livro de Deuteronômio é a seguinte:
- Preâmbulo (cf. Deuteronômio 1:1-4)
- Prólogo histórico (cf. Deuteronômio 1:5-3:29)
- Estipulações (cf. Deuteronômio 4-26)
- Cláusula de documento (cf. Deuteronômio 27)
- Lista de deuses como testemunhas (naturalmente ausente em Deuteronômio)
- Sanções: bênçãos e maldições (cf. Deuteronômio 28; 31-34).

Kline argumentou que as comparações entre os tratados vassalo-suserano e as concessões reais do Antigo Oriente Médio fornecem ideias intuitivas (insights), ao destacarem certos aspectos distintivos da Aliança Mosaica como uma aliança legal, em contraste com as outras alianças históricos pós-queda. Muitos que adotaram as ideias de Kline ainda insistiram, no entanto, de acordo com a Confissão de Fé de Westminster, que a Aliança Mosaica foi, fundamentalmente, uma prévia administração da Aliança da Graça.

#### Controvérsias atuais
Vários importantes teólogos da Aliança do século XX, incluindo Karl Barth, Klaas Schilder e John Murray, abandonaram o reconhecimento tradicional de uma Aliança das Obras na Teologia Clássica da Aliança, para desenvolver um esquema monocomponente subordinando tudo sob a Aliança de Graça. O foco de todas as alianças bíblicas passa a ser, então, a Graça e a Fé . Essa concepção, contudo, não encontrou unanimidade entre os vários teólogos. Por exemplo, Barth, influente nas principais igrejas e em certos círculos evangélicos , concebeu a Graça como a realidade fundamental subjacente a toda a Criação. Influente entre presbiterianos mais conservadores e igrejas reformadas, Murray creu ter reconhecido o conceito tradicional de um princípio de obras como uma condição para a vida com Adão no Jardim do Éden, comparando as obras de Adão às obras de Cristo. Ele anunciou sua concepção como uma aliança, preferindo, no entanto, chamá-la de "administração adâmica".
Concepção Shepherd
No Seminário Teológico de Westminster, no final da década de 1970, Norman Shepherd , professor de teologia sistemática, foi demitido devido à controvérsia sobre seu ensino sobre a justificação . Suas visões envolviam uma reconfiguração da Teologia da Aliança, que ia além das de Murray, seu antecessor. Shepherd negou qualquer noção de um princípio de obras ou mérito, levando a uma negação da imputação da obediência ativa de Cristo ao crente. Ele argumentou que a justificação de Jesus era devida à Sua fé e obediência. Da mesma forma, o crente deve ser justificado diante de Deus pela fé e obediência. Os seguidores de Shepherd afirmaram que a Aliança das Obras entre Deus e Adão, no Jardim do Éden não fazia originalmente parte da Teologia da Aliança, seguindo a observação de John Murray de que uma Aliança da Obras na Criação não recebe menção explícita em confissões precoces como a Confissão Francesa (1559), a Confissão Escocesa (1560), a Confissão Belga (1561), os Trinta e Nove Artigos de Religião (1562), o Catecismo de Heidelberg (1563), e a Segunda Confissão Helvética (1566).
Alguns dos críticos de Shepherd argumentam que o conceito de um princípio de obras distinto de uma Aliança da Graça é evidente nos comentários e trabalhos dogmáticos dos primeiros teólogos da Aliança, particularmente na distinção feita entre Lei e Evangelho (por exemplo, Zacharias Ursinus, Commentary on Heidelberg Catechism). Há também uma articulação explícita de uma Aliança das Obras nos escritos de pessoas como Olevianus e Rollock. Além disso, os defensores da visão baseada no mérito argumentam que o conceito desse princípio funciona no estado pré-queda no Jardim do Éden. Como uma aliança, ele está presente nas primeiras confissões, mesmo que a Aliança das Obras não seja explicitamente nomeada. Exemplos incluem Confissão Belga (1561), artigo 14, que fala de Adão ter recebido e transgredido o "mandamento da vida"; ou Catecismo, Pergunta e Resposta 6, de Heidelberg, afirmando a bondade do homem na Criação. A última Confissão de Fé de Westminster (1646) nomeia explicitamente a Aliança das Obras que Adão transgrediu (7.2; 19.1), e que "continua a ser uma perfeita regra de justiça" na forma da lei moral (19.2, 3).
Concepção Kline
Em oposição aos revisores modernos, Meredith Kline voltou a enfatizar a ideia de uma Aliança das Obras, como se expressa na Confissão de Fé de Westminster 7.2, como um meio de proteger um Evangelho da Graça. Kline escreve:
Se as obras meritórias não pudessem ser predicadas de Jesus Cristo como segundo Adão, então obviamente não haveria realizações meritórias a serem imputadas ao seu povo como base de sua aprovação de justificação. O convite do evangelho se tornaria uma miragem. Nós, que cremos em Cristo, ainda estaríamos sob condenação. A verdade do evangelho, no entanto, é que Cristo realizou o único ato de justiça e, por sua obediência, a de Um apenas, muitos são feitos justos (Rm 5:18,19).... Subjacente à mediação de Cristo de uma Aliança da Graça para a Salvação dos crentes, está o seu pleno cumprimento terrestre, por obediência meritória, de Sua Aliança Celestial de obras com o Pai. ...O que começa como uma rejeição de obras termina como um ataque, não intencional, sobre a mensagem bíblica da Graça Salvífica.
 Kline, Michael Horton e outros têm defendido a distinção de duas alianças: a meritória, pela obediência à Lei (obras), e da promessa (graça). Embora o consenso na teologia reformada seja de que as obras opõem-se à graça como meio de justificação, defender essa oposição é o problema.
Por um lado, os teólogos reformados mais condizentes com Kline, dizem que as obras são, em última análise, a base da graça, já que Deus requer a perfeita manutenção da Lei para a recompensa celestial. Por ser essa tarefa impossível para o pecador corrompido, Jesus Cristo cumpriu perfeitamente a Lei, em cumprimento à Aliança das Obras. Jesus, ganhando a recompensa, graciosamente concede-a ao seu povo (cf. Lc 22:29). Por exemplo, RC Sproul escreve: "O relacionamento do homem com Deus na criação foi baseado em obras. O que Adão falhou em alcançar, Cristo, o segundo Adão, conseguiu alcançar.Em última análise, a única maneira pela qual alguém pode ser justificado é pelas obras". O pecador é assim salvo pelas obras de Cristo e não pelas suas. A posição correta diante de Deus é devida a uma justiça imputada ou estrangeira recebida pela fé, não por fidelidade pessoal, que é a fruição da salvação e não a sua base.
Por outro lado, os teólogos reformados mais alinhados a Murray, dizem que as obras jamais podem ser a base da graça, mas a graça precede o chamado à obediência. As obras são resposta necessária à graça e não sua pré-condição. Michael Williams escreve: "A função da lei dentro das Escrituras é manter o relacionamento, não criá-lo. A obrigação legal não é pré-condição para a vida e o relacionamento. Antes, estas formam o ambiente necessário para a obrigação.". Embora essa visão ainda afirme a necessidade do mérito de Cristo, ela se afasta da interpretação de Kline, do mérito como princípio fundamental da Aliança das Obras.

### Teologia Wesleyana
O Metodismo mantém a estrutura da Teologia Clássica da Aliança, mas, sendo arminiana na soteriologia, rejeita, pois, o "modelo predestinacionista da teologia Reformada, que foi parte e parcela de seu desenvolvimento histórico" A principal diferença entre a Teologia Wesleyana da Aliança e a Teologia Clássica da Aliança é a seguinte:
O ponto de divergência é a convicção de Wesley de que não apenas a inauguração da aliança da graça é coincidente com a queda, mas também o término da aliança das obras. Essa convicção é de suprema importância para Wesley ao facilitar uma adaptação arminiana da teologia da aliança - primeiro, reconfigurando o alcance da aliança da graça; e segundo, rejeitando qualquer noção de que há um revigoramento do pacto de obras após a queda.
 Assim, na visão Wesleyana-Arminiana, apenas Adão e Eva estavam sob a Aliança das Obras, enquanto que, por outro lado, todos os seus descendentes estão sob a Aliança da Graça. Com a Lei Mosaica incluída na Aliança da Graça, toda a humanidade é trazida "ao alcance das disposições dessa Nova Aliança". Essa crença reflete-se no Sermão de Justiça da Fé, de John Wesley: "O Apóstolo aqui não contrapõe a aliança dada por Moisés e a aliança dada por Cristo. ... Mas é a Aliança da Graça, que Yahweh Deus, por meio de Jesus Cristo, estabeleceu com os homens em todas as eras". A Aliança da Graça foi, portanto, administrada por meio de "promessas, profecias, sacrifícios, e também pela circuncisão" durante a era patriarcal, e por meio d' "o cordeiro pascal, o bode expiatório, [e] o sacerdócio de Aarão" sob a Lei Mosaica. Sob o Evangelho, a Aliança da Graça é mediada através de sacramentos soberanos, o batismo e a Ceia do Senhor. O teólogo metodista Richard Watson, com relação à Ceia do Senhor, afirmou:
Essa Aliança, O sangue de Cristo, isto é, o derramamento de Seu Sangue como vítima sacrificial, imediatamente adquirido e ratificado; de modo que seja firme para todos os espíritos realmente penitentes e contritos que acreditam nele: e desta grande verdade, a Ceia do Senhor foi instituída sinal e selo; e aquele que, na fé, bebe do cálice, tendo reverência à sua significação, esse O sangue de Cristo, que confirma aos crentes verdadeiros todo o pacto da graça, é assegurado por meio de sua fidelidade e permanência, e deriva para si a plenitude de suas bênçãos.
 A Teologia Wesleyana da Aliança é também vista na Teologia Metodista do Batismo. Por exemplo, ao introduzir este sacramento, o "Livro de Adoração Metodista Unificada" ensina: "A Aliança do Batismo é a Palavra de Deus para nós, proclamando nossa adoção, pela Graça e nossa palavra para Deus, prometendo nossa resposta de fé e amor. Aqueles integrantes da Aliança constituem a comunidade chamamos de Igreja". Na Teologia Wesleyana da Aliança, a a fonte da Graça é Jesus Cristo, como "O Profeta e Sacerdote e Rei, O Cabeça e Salvador de Sua Igreja, o Herdeiro de todas as coisas e O Juiz do mundo.".
Como com a visão reformada, [36] o fundador do movimento metodista John Wesley sustentou que a lei moral, que está contida nos Dez Mandamentos , continua válida até hoje:
Cada parte desta lei deve permanecer em vigor sobre toda a humanidade em todas as épocas, não dependendo de tempo ou lugar, nem de quaisquer outras circunstâncias passíveis de mudança; mas sobre a natureza de Deus e a natureza do homem, e sua relação imutável entre si "( Sermões de Wesley , Vol. I, Sermão 25).
A Teologia Wesleyana da Aliança, em contraste com a Teologia Clássica da Aliança, enfatiza o ponto de que, por ter Deus iniciado uma aliança com a humanidade, conferiu-lhes o livre-arbítrio para segui-l'O, e que "Deus é sempre a parte inocente nos casos em que a Salvação seja perdida". Assim, é freqüente as igrejas Metodistas conduzirem a Serviços de Renovação da Aliança, para que os fiéss possam, pessoalmente, renovar sua aliança com O Senhor Deus Criador; essa liturgia é, tradicionalmente, precedida pela oração e pelo jejum.

## Documentos históricos
- Catecismo Maior de Westminster
- Confissão de Fé - Capítulo VII
- Confissão de Fé - Capítulo VIII
- Confissão de Fé - Capítulo XIX
- Confissão de Fé - Capítulo XXVII
- Confissão de Fé de Westminster (1647)
- Consenso helvético (1675)

## Apoiadores
- Ball, John. A Treatise of the Covenant of Grace. (1645). Editor: Peter and Rachel Reynolds, 2006. ISBN: 1-84685-278-1;
- Faber, Jelle. American Secession Theologians on Covenant and Baptism: a New Danger [i.e., to Dutch Reformed theological confessionalism]. Editor: Schilder Klas, 1996. ISBN: 0-921100-46-9;
- Horton. Michael. God of Promise:  Introducing Covenant Theology. Editor: Baker Books, 2006. ISBN = 0-8010-1289-9;
- Kline, Merediith G.. Kingdom Prologue:  Genesis Foundations for a Covenantal Worldview. Editor: Two Age, 2000. ISBN: 0-9706418-0-X;
- Malone, Fred. The baptism of disciples alone: A covenantal argument for credobaptism versus paedobaptism. Editor: Founder Press, 2003. ISBN: 0-9713361-3-X;
- Murray, John. Covenant Theology. In Collected Writings of John Murray, vol. 4.. Editor: Banner of Truth Trust, 1982. ISBN: 0-85151-340-9;
- Rymond, Robert. A New Systematic Theology of the Christian Faith. Editor: , 1998. ISBN: 0-8499-1317-9;
- Robertson, Palmer. Christ of the Covenants. Editor: Presbyterian & Reformed, 1981. ISBN: 0-87552-418-4;
- Robertson, Palmer. The Israel of God: Yesterday, Today and Tomorrow. Editor: Presbyterian & Reformed, 2000. ISBN: 0-87552-398-6;
- Schilder, Klas. Extra-Scriptural Binding: a New Danger [i.e., to Dutch Reformed theological confessionalism]. Editor: Inheritance, 1996. ISBN: 0-921100-46-9;
- Van Til, Cornelius. Covenant Theology. Editor: Loetcher, 1955. ISBN: 99914-2-980-8;
- Vos, Geerhardus. The Doctrine of the Covenant in Reformed Theology. (Redemptive History and Biblical Interpretation: The Shorter Writings of Geerhardus Vos). Editor: Presbyterian & Reformed, 2001. ISBN: 0-87552-513-X;
- Witsius, Hermann. The Economy of the Covenants Between God and Man, 2 vols. Editor: Presbyterian & Reformed, 1990. ISBN: 0-87552-870-8.

## Críticos
- Showers, Reginald (1990). There Really Is a Difference: A Comparison of Covenant and Dispensational Theology. Friends of Israel Gospel Ministry. ISBN 0-915540-50-9